# Phoebe prazeri
Phoebe prazeri är en lagerväxtart som beskrevs av Mohan Gangopadhyay. Phoebe prazeri ingår i släktet Phoebe och familjen lagerväxter. Inga underarter finns listade i Catalogue of Life.